# Ba.88攻击机
布雷达 Ba.88 “猞猁”（義大利語：Breda Ba.88 "Lince"） 是意大利于二战期间装备的一种攻击机。该机于1937年首次公布，并打破了当时多项速度记录。Ba.88具有流线型外形与可伸缩起落架，在当时属于相当前卫的设计。但是Ba.88在搭载武器系统之后暴露出了许多问题，最终导致这种飞机的提前退役。战争后期Ba.88被用于误导敌军侦查。有人认为Ba.88是二战中“最失败的飞机”。。

## 设计制造
1936年意大利空军提出需要一种重型战斗轰炸机，要求该机型能达到比当时已有或正在设计中的任何飞机更快的速度，最高时速要求达到530千米（329英里），在发动机仅有70%输出功率的情况下，飞行速度也要达到 470 公里/小时，能在9分钟内爬升至 6千米高度，装备20毫米机炮并且航程能达到2,000千米（1,240英里）。于是朱塞佩·潘佐里和安东尼奥·帕拉诺设计了Ba.88，竞争者包括博诺米BS.25、奇尔迪CH-2、乔纳J-10、帕亚纳·卡诺瓦 PC1600、伊马 Ro.53、布雷达 Ba.88 和菲亚特 CR.25。Ba.88于1936年10月首飞。Ba.88发展自同样由朱塞佩·潘佐里和安东尼奥·帕拉诺设计并被取消计划的侦查/攻击机Ba.75。

### 试飞
虽然重量超标，1937年2月3日，Ba.88原型机在圭多尼亚试飞中心开始试飞。Ba.88原型机的驾驶员为富尼奧·尼奇劳特·道格里奥，装备两具671千瓦的伊索塔-弗拉斯基尼 K14发动机，只有一具垂直尾翼。4月1日，Ba.88在试飞中创造了517.836千米/时的100公里闭合航线速度世界记录。4月10日，Ba.88又创造了475.518千米/时的1000公里闭合航线速度世界记录。之后Ba.88接受了改装， 拥有了两具垂直尾翼并换装746千瓦的比亚乔P.XI-RC40发动机。新的Ba.88在1937年12月5日以554.375千米/时的速度打破了由德国人保持的1000千克负载100千米速度记录，并于12月9日以524千米/时的速度刷新了1000千克负载1000千米速度记录。
Ba.88的设计目标是成为一种高效率的战斗轰炸机。为了这一目的，Ba.88 拥有修长的流线型机身、坚固的结构、强大的火力、长航程与高航速。雖然Ba.88僅有5-6噸，但它具有与9-10吨的Br.20同样的发动机功率。儘管Ba.88在试飞中表现出色，实际加装武器之后Ba.88的翼负荷大大增加了，这影响了其气动性能，于是生产合同被取消。但由于政治原因，这一合同又随后恢复了，为了避免关闭布雷达公司及其子公司IMAM的生产线。

### 生产
1938年12月10日订货，1939年5月开始生产的第一批Ba.88共生产了105架，其中81架在布雷达公司在布雷索的工厂生产（编号MM3962-4042），另外24架由IMAM组装（编号MM4594-4617）。其中包括8架增加了一个驾驶员座位的教练机。还有一架被改装成单座，有可能装备了一门反坦克炮。1938-1939年间，瑞典、瑞士、南斯拉夫和立陶宛等国都试图购买Ba.88，都未能成功。
第二批生产的Ba.88包括布雷达生产的19架（编号MM4246-4264）与IMAM生产的24架（编号MM5486-5509），这一批飞机具有较小的发动机整流罩。这一批飞机大多被直接送至废料场。

## 性能特点
Ba.88是一种双发双座高速单翼轰炸机，机体为全金属结构，采用上单翼。 Ba.88机身骨架由铬-钼合金钢管制成，机身蒙皮材质为铝合金，流线型设计。与其他同类飞机相比，Ba.88的机身空间相对较小，携带的炸弹必须采用半埋式，影响了其气动性能。机翼上有两道纵梁，内置发动机舱、起落架与12个自封闭油箱（Ba.88上的唯一一种防护措施）中的大部分（载油量1,568升，即419加仑）。Ba.88的起落架均为收放型的，在当时十分少见。
Ba.88采用两台比亚乔P.XI14缸气冷式星型发动机（这种发动机还被用于匈牙利的Re.2000上），最大输出功率746千瓦（1,000马力）。发动机桨叶为两具3.2米（10.4英尺）的三叶电动变距螺旋桨。
Ba.88的通讯设备包括RA.350/II型无线电和AR.8型接收机，机身外部装有两根固定天线和一根移动天线。Ba.88可在左侧的机翼内搭载一台AGR.61或AGR.90型平面测量相机，执行照相侦察任务，还可在机身前部轰炸瞄准小窗前方加装一台O.M.I.F.M2型照相机。
Ba.88 的固定武器为装在三挺机鼻布雷达-SAFAT12.7毫米机枪，备弹400发（一挺备弹450发），后舱安装有一挺装在液压电动旋转枪架上的高射速布雷达-SAFAT7.7毫米机枪，备弹200-250发。Ba.88装备有“圣乔治”反射式瞄准具。有部分机型改装了一具20毫米机炮。可挂装3枚50公斤炸弹、3枚100公斤炸弹或2枚250公斤炸弹；机腹下还可挂装一个Nardi集束炸弹布撒器，内装550公斤（1,192磅）小炸弹。

### 性能数据
基本信息
- 机组：2

性能
武器

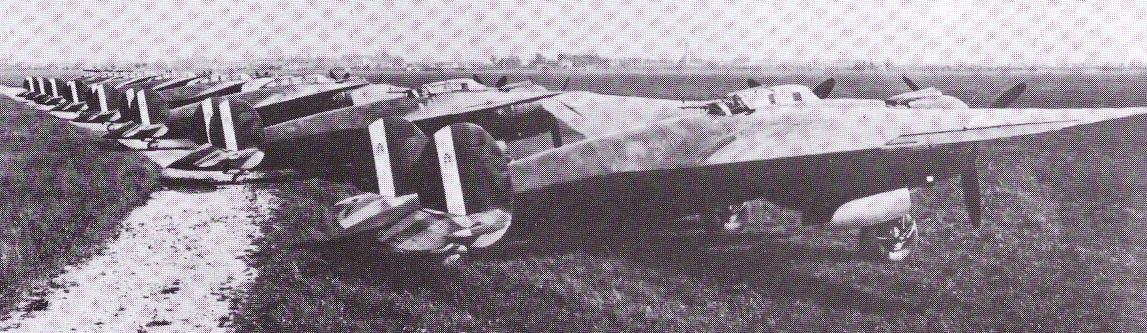
Ba.88

- 机枪: 3挺12.7毫米(.50英寸)前射布雷达-SAFAT机枪, 1挺7.7毫米(.303英寸)后射布雷达-SAFAT机枪。
- 载弹量:1,000千克(2,204磅)

## 装备情况
- 意大利王國：意大利空军装备了Ba.88，参加了北非战争。
- 納粹德國：德国占领意大利北部后接收了这批飞机，但并未投入使用。

## 战史
1939年5月6日，驻扎在洛纳塔波佐罗的第76中队意大利空军接受了第一批Ba.88。到1940年6月，意大利空军的Ba.88共装备了第5联队第7大队的第76、86和98中队及第19大队的第100、101和102中队共6个中队，每中队9架。1940年6月16日，部署在撒丁岛的12架Ba.88对科西嘉岛上的博法尼乔、韦基奥港、特拉沃及吉索纳恰等地的法国机场目标进行了攻击。6月19日9架Ba.88对目标进行了攻击。在此期间没有Ba.88被击落。
1940年8月9日，意大利空军第7大队被划入驻北非第5航空战区，部署在利比亚的黎波里的卡斯特尔贝尼托空军基地。第19大队被部署在撒丁岛上。Ba.88在北非战场上仍然表现不佳，第7大队在6月底到9月间没有一次出击。9月14日，第7大队派出3架Ba.88轰炸250公里以外的西迪拜拉尼机场，其中1架未能起飞，1架起飞后无法转向，飞行员只好飞到Sidi Rezegh的机场降落。为了适应北非的沙尘，Ba.88加装了空气滤清器，但这增加了飞机的重量，Ba.88有时需要加速至250千米/时的速度才能起飞，甚至有些飞机因跑道长度不足而根本无法起飞。为了减轻重量，Ba.88拆除了后机枪，甚至减少了观察手、载弹量和载油量。
到10月中旬，第7大队29架Ba.88只剩10架仍然能继续作战。10月14日，第98中队的3架Ba.88在戈斯特里尼中尉的率领下出击轰炸西迪拜拉尼和比尔艾姆巴间的英军装甲车队，但未发现目标。10月15日，第7大队的1架 Ba.88 飞往西迪拜拉尼执行侦察任务时，遭到友军地面防空火力误击，飞机被重创。意大利空军停止在北非战场上使用Ba.88。11月17日，第7大队正式脱离第 5 航空战区，此时第7大队的28架Ba.88中只有12架还保持着飞行状态，只有2-3架还能出击。第7大队把Ba.88留在北非机场，地勤人员把飞机的机载设备拆除，摆放在机场周围作为迷惑英军的假目标。Ba.88从此不再承担主要作战任务，意大利空军被迫继续使用老旧的Ba.65与菲亚特C.R.32。这使得意大利空军在北非战场缺少一种可用的重型攻击机。
1942年，阿古斯塔公司对3架Ba.88进行了改装，成为Ba.88M。这些飞机的翼展增加了2米，换装了更轻的菲亚特A.74 RC.38发动机，加装了俯冲减速板使之具备俯冲轰炸能力。武器方面增加了1挺机鼻机枪。在圭多尼亚接受测试之后，1943年9月7日，意大利投降前1天，这些飞机装备了驻扎在洛纳泰波佐洛的第103大队。德国空军接收了这些Ba.88，但飞行员驾驶后认为这些飞机“毫无价值”，将其废弃。意大利社会共和国（墨索里尼的傀儡政权）的空军接收了德军涂装的MM4605号Ba.88M。

## 评价
许多国家都进行了与Ba.88类似的项目。法国的Br.690的发动机功率只有1,044千瓦（1,400马力），但与Ba.88相比，虽然Br.690可靠性上存在问题，但在作战中发挥了比Ba.88更大的作用。另一种类似的飞机是德国的Bf 110，它与Ba.88在发动机功率、重量、推重比与翼载荷等数据上差别不大，但表现远远好于Ba.88。
Ba.88创造的所有记录都是在试飞阶段取得的，普通飞行员难以真正发挥Ba.88的性能。虽然创造了大量世界纪录，有流线型机身的Ba.88被认为是一种失败的设计，并不适合执行战斗任务。该机机身笨重、翼载荷过高、引擎功率大但可靠性太低（装备许可证生产的比亚乔P.XI匈牙利的Re.2000也有同样的问题）。

### 引用
1. 1 2  Angelucci and Matricardi 1978 p. 201.
2. ↑  Mondey 2006 p. 28.
3. 1 2 3 4 5 6 7 8  Lembo 2005
4. ↑  .   [2010-07-14]. （原始内容存档于2009-04-16）.
5. ↑  FAI world record database[]
6. 1 2  .   [2010-07-14]. （原始内容存档于2010-01-14）.
7. 1 2  Mondey 2006 p. 27.
8. ↑  Mondey 2006, pp. 27–28
9. ↑  .   [2010-07-14]. （原始内容存档于2010-01-14）.